# Equinocandinas

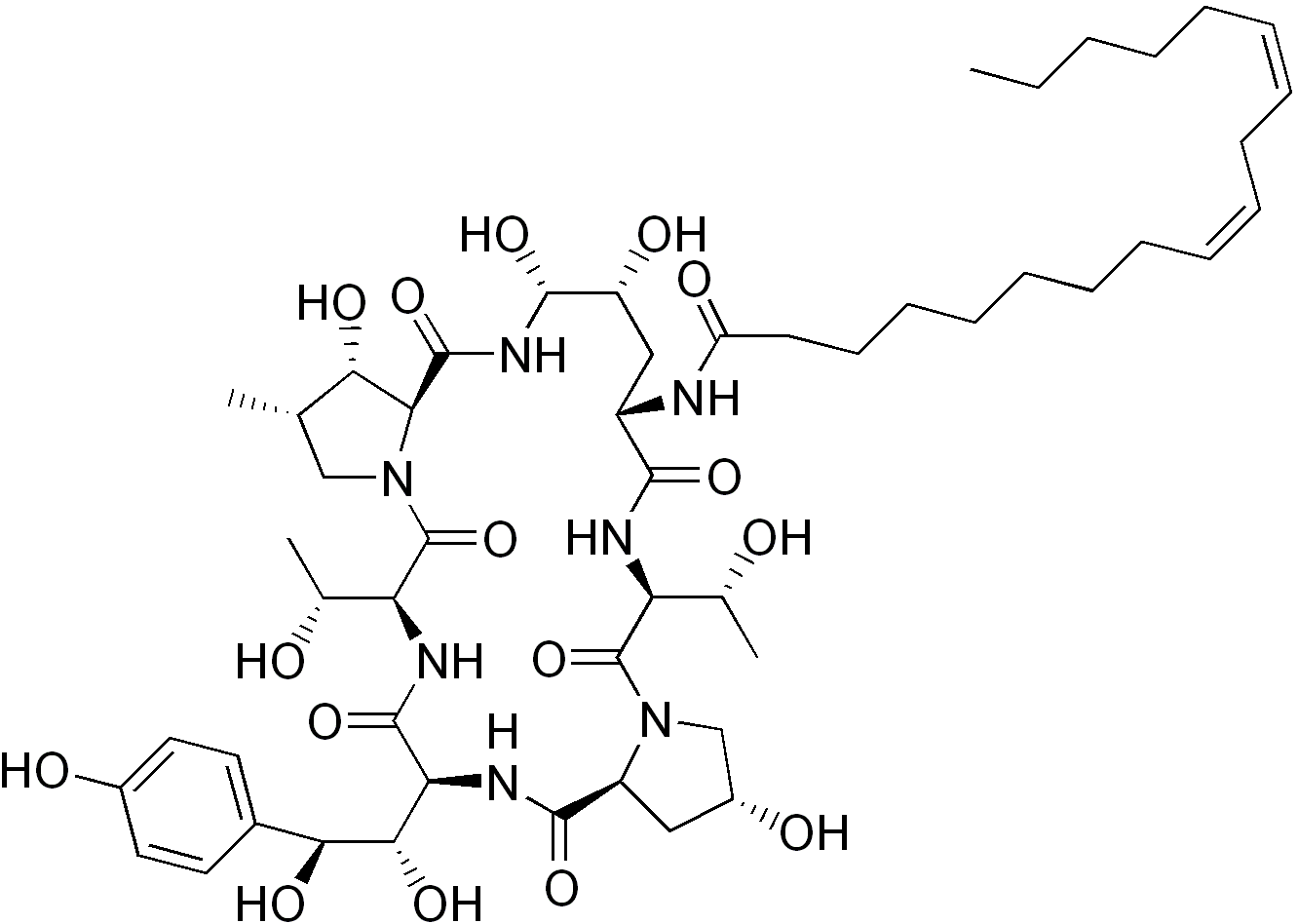
Equinocandina B

Las equinocandinas son una nueva clase de antifúngicos que inhiben la síntesis de β-glucano en la pared celular del hongo a través de la inhibición no competitiva de la enzima 1,3-β glucano sintasa. La clase ha sido denominada la "penicilina de los antifúngicos", junto con las papulacandinas relacionadas, ya que su mecanismo de acción se asemeja al de la penicilina en bacterias. β-glucans son polímeros de carbohidratos que están entrecruzados con otros componentes de la pared celular fúngica, equivalentes al peptidoglicano bacteriano. La caspofungina, micafungina y anidulafungina son derivados semisintéticos de la equinocandina de uso clínico por su solubilidad, espectro antifúngico y propiedades farmacocinéticas

## Usos médicos
Los medicamentos y las drogas candidatas en esta clase son fungicidas contra algunas levaduras (la mayoría de las especies de Candida, pero no contra Cryptococcus, Trichosporon, y Rhodotorula). Las equinocandinas también han mostrado actividad contra los biofilmes de Candida, especialmente en actividad sinérgica con la anfotericina B y actividad aditiva con el fluconazol. Las equinocandinas son fungistáticas contra algunos mohos (Aspergillus, pero no Fusarium y Rhizopus), y modesta o mínimamente activas contra hongos dimórficos (Blastomyces e Histoplasma). Estos tienen alguna actividad contra las esporas del hongo Pneumocystis jirovecii, anteriormente conocido como Pneumocystis carinii. La caspofungina se utiliza en el tratamiento de la neutropenia febril y como tratamiento de rescate para el tratamiento de la aspergilosis invasiva. La micafungina se utiliza como profilaxis contra las infecciones por Candida en pacientes con trasplante de células madre hematopoyéticas.

## Resistencia
La resistencia a la equinocandina es poco frecuente. Sin embargo, en los casos de estudio se han mostrado cierta resistencia en C. albicans, C. glabrata, C. lusitaniae, C. tropicalis y C. parapsilosis. Los patrones de resistencia incluyen alteraciones en la glucosa sintasa (complejo Fks1-Fks2), sobreexpresión de las bombas de flujo, fortalecimiento de la pared celular mediante el aumento de la producción de quitina y una mayor regulación de las vías de respuesta al estrés..